# Mistrzostwa Europy juniorów do lat 8 w szachach
Mistrzostwa Europy juniorów do lat 8 w szachach – rozgrywki szachowe, mające na celu wyłonienie najlepszych juniorów Europy w kategorii wiekowej do 8 lat, organizowane corocznie od 2010 roku.

## Medaliści mistrzostw Europy juniorów do lat 8
| Rok  | Miasto | Juniorzy                                                    | Juniorki                                                        | Źródła |
| ---- | ------ | ----------------------------------------------------------- | --------------------------------------------------------------- | ------ |
| 2010 | Batumi | 1. Abdulla Gadimbajli 2. Szant Sargsjan 3. Kirył Szewczenko | 1. Gabriela Andriejewa 2. Jekatierina Gołcewa 3. Nadia Szpanko  |        |
| 2011 | Albena | 1. Alex Krstulović 2. David Gavrilescu 3. Matwiej Pak       | 1. Nurgiuł Salimowa 2. Tamar Esadze 3. Jelizawieta Sołożenkina  |        |
| 2012 | Praga  | 1. Cwetan Stojanow 2. Nikoloz Kaczarawa 3. Joshua Altman    | 1. Marija Kutianina 2. Malak Ismajil 3. Ronit Levitan           |        |
| 2013 | Budva  | 1. Ajdin Sulejmanli 2. Andriej Cwietkow 3. Sanan Alijew     | 1. Laura Czernikowska 2. Ewa Stiepanian 3. Marija Sowina        |        |
| 2014 | Batumi | 1. Ilja Makowiejew 2. Claudio Paduano 3. Siemien Mitusow    | 1. Emilija Zawiwajewa 2. Margarita Zwieriewa 3. Olga Mielenczuk |        |